# Zhenglan Qi
Zhenglan Qi (niebieska prosta chorągiew; chiń. 正蓝旗; pinyin: Zhènglán Qí) – chorągiew w północnych Chinach, w regionie autonomicznym Mongolia Wewnętrzna, w związku Xilin Gol. W 1999 roku liczyła 78 999 mieszkańców.